# The Headquarters Business Park
The Headquarters Business Park est un gratte-ciel de 236 mètres construit en 2015 à Jeddah en Arabie saoudite. C'est à son achèvement le plus haut immeuble de la ville mais plusieurs autres sont en construction, dont la Jeddah Tower qui atteindra 1000 mètres en 2020. 